# آلفونسو دیویز
آلفونسو بویل دیویس به (انگلیسی: Alphonso Boyle Davies؛ زادهٔ ۲ نوامبر ۲۰۰۰) بازیکن فوتبال کانادایی است که در پست وینگر و دفاع چپ در بایرن مونیخ و تیم ملی کانادا بازی می کند. دیویس در ژانویه ۲۰۱۹ با قراردادی تا سال ۲۰۲۳ به قیمت ۱۰ میلیون دلار از ونکوور وایتکپس به بایرن‌‌ مونیخ پیوست. مبلغ انتقال او رکورد لیگ MLS را شکست.
در ژوئن ۲۰۱۷ او جوانترین بازیکنی بود که در تیم ملی مردان کانادا حضور پیدا کرد.(تقریباً ۱۶ سال و ۷ ماه) او با به ثمر رساندن دو گل در رقابت های جام طلایی کونکاکاف ۲۰۱۷ در مقابل گویان فرانسه جوانترین بازیکنی شد که برای کانادا گل میزند، و جوانترین بازیکنی که در این رقابت ها گل میزند و اولین بازیکن متولد دهه ۲۰۰۰ که در یک مسابقه در سطح بین‌المللی گلزنی میکند.
او همچنین اولین قهرمان کانادایی تاریخ لیگ قهرمانان اروپا است.

## آمار ملی

### بازی‌های ملی
تا تاریخ ۲۱ نوامبر ۲۰۲۳
| کانادا | کانادا | کانادا | کانادا |
| سال    | بازی   | گل     | پاس گل |
| ------ | ------ | ------ | ------ |
| ۲۰۱۷   | ۶      | ۳      | ۰      |
| ۲۰۱۸   | ۳      | ۰      | ۴      |
| ۲۰۱۹   | ۸      | ۲      | ۴      |
| ۲۰۲۱   | ۱۳     | ۵      | ۸      |
| ۲۰۲۲   | ۷      | ۳      | ۱      |
| ۲۰۲۳   | ۷      | ۲      | ۱      |
| مجموع  | ۴۴     | ۱۵     | ۱۸     |

### گل‌های ملی
| شماره | تاریخ           | میزبان    | بازی ملی | حریف       | نتیجه | رقابت                       |
| ----- | --------------- | --------- | -------- | ---------- | ----- | --------------------------- |
| ۱     | ۷ ژوئیه ۲۰۱۷    | هریسون    | ۲        | گویان      | ۴–۲   | جام طلایی کونکاکاف ۲۰۱۷     |
| ۲     | ۷ ژوئیه ۲۰۱۷    | هریسون    | ۲        | گویان      | ۴–۲   | جام طلایی کونکاکاف ۲۰۱۷     |
| ۳     | ۱۱ ژوئیه ۲۰۱۷   | هیوستون   | ۳        | کاستاریکا  | ۱–۱   | جام طلایی کونکاکاف ۲۰۱۷     |
| ۴     | ۱۰ سپتامبر ۲۰۱۹ | جرج‌تاون   | ۱۶       | کوبا       | ۱–۰   | لیگ ملت‌های کونکاکاف ۲۰–۲۰۱۹ |
| ۵     | ۱۵ اکتبر ۲۰۱۹   | تورنتو    | ۱۷       | آمریکا     | ۲–۰   | لیگ ملت‌های کونکاکاف ۲۰–۲۰۱۹ |
| ۶     | ۲۹ مارس ۲۰۲۱    | برادنتون  | ۲۰       | جزایر کیمن | ۱۱–۰  | مقدماتی جام جهانی ۲۰۲۲      |
| ۷     | ۲۹ مارس ۲۰۲۱    | برادنتون  | ۲۰       | جزایر کیمن | ۱۱–۰  | مقدماتی جام جهانی ۲۰۲۲      |
| ۸     | ۵ ژوئن ۲۰۲۱     | برادنتون  | ۲۱       | آروبا      | ۷–۰   | مقدماتی جام جهانی ۲۰۲۲      |
| ۹     | ۸ ژوئن ۲۰۲۱     | بریج ویوو | ۲۲       | سورینام    | ۴–۰   | مقدماتی جام جهانی ۲۰۲۲      |
| ۱۰    | ۱۳ اکتبر ۲۰۲۱   | تورنتو    | ۲۹       | پاناما     | ۴–۱   | مقدماتی جام جهانی ۲۰۲۲      |
| ۱۱    | ۹ ژوئن ۲۰۲۲     | ونکوور    | ۳۲       | کوراسائو   | ۴–۰   | لیگ ملت‌های کونکاکاف ۲۳–۲۰۲۲ |
| ۱۲    | ۹ ژوئن ۲۰۲۲     | ونکوور    | ۳۲       | کوراسائو   | ۴–۰   | لیگ ملت‌های کونکاکاف ۲۳–۲۰۲۲ |
| ۱۳    | ۲۷ نوامبر ۲۰۲۲  | الریان    | ۳۶       | کرواسی     | ۱–۴   | جام جهانی ۲۰۲۲ قطر          |
| ۱۴    | ۱۵ ژوئن ۲۰۲۳    | پارادایس  | ۴۰       | پاناما     | ۲–۰   | لیگ ملت‌های کونکاکاف ۲۳–۲۰۲۲ |
| ۱۵    | ۲۱ نوامبر ۲۰۲۳  | تورنتو    | ۴۴       | جامائیکا   | ۲–۳   | لیگ ملت‌های کونکاکاف ۲۴–۲۰۲۳ |

## اوایل زندگی
دیویز ۲ نوامبر ۲۰۰۰، در بودوبورام که یک کمپ پناهندگان در منطقه در غنا به دنیا آمد. پدر و مادر لیبریایی او پس از فرار از میهن خود در جنگ دوم لیبریا که بیش از ۴۵۰.۰۰۰ نفر را آواره ساخت در این منطقه زندگی کردند. وقتی دیویز ۵ سال داشت خانواده او به ادمونتون در کانادا نقل مکان کردند. در ۶ ژوئن ۲۰۱۷ ، وی به طور رسمی تابعیت کانادا را دریافت کرد.

## زندگی ورزشی

### دوران باشگاهی

#### دوران جوانی
پس از بازی برای Edmonton Internationals و Edmonton Strikers وی در سن ۱۴ سالگی به عضویت باشگاه اف سی ونکوور وایتکپس پیوست.

#### وایتکپس اف سی ۲
او در ۲۳ فوریه ۲۰۱۶ ، پس از پیوستن به ونکوور وایتکپس ، در تور های پیش فصل با تیم دوم وایتکپس قرارداد امضا کرد. وقتی که دیویز اولین گل خود را ۱۵ مه ۲۰۱۶ برای این تیم به ثمر رساند ۱۵ سال ۶ ماه سن داشت و تبدیل به جوانترین گلزن لیگ USL شد. او در این فصل ۱۱ بازی برای این تیم انجام داد و ۲ گل نیز به ثمر رساند.

#### ونکوور وایتکپس اف سی
دیویز با قراردادی کوتاه مدت برای مسابقات قهرمانی کانادا برای این تیم به میدان رفت و اولین بازی اش را در ۱ ژوئن ۲۰۱۶ مقابل اتاوا فُری انجام داد.
در ۱۵ ژوئیه او با ونکوور وایتکپس قراردادی تا سال ۲۰۱۸ بست که گزینه هایی برای تمدید تا ۲۰۱۹ و ۲۰۲۰ هم داشت. در زمان ثبت قرارداد او جوانترین بازیکن فعال در MLS و سومین بازیکن جوانی شد که با یک تیم در MLS قرارداد میبندد. او در ۱۶ ژوئیه ۲۰۱۶ اولین بازی خود را برای این در MLS انجام داد و دومین بازیکن جوانی شد که در این لیگ بازی کرده است. او اولین گل خود را برای تیم اول ونکوور در سپتامبر ۲۰۱۶ در لیگ قهرمانان کونکاکاف ۲۰۱۶-۱۷ به ثمر رساند. دیویز در طول فصل هشت بازی در MLS ، چهار بازی در مسابقات قهرمانی کانادا و سه بازی در لیگ قهرمانان کونکاکاف انجام داد.
بعد از نمایش های درخشان او در MLS ، باشگاه های مطرح اروپایی از جمله چلسی، لیورپول و منچستریونایتد به دنبال خرید او بودند و همچنین او در لیست ۶۰ استعداد برتر سال ۲۰۱۷ قرار گرفت. او در ۲۹ ژوئن ۲۰۱۸ در لیست بازیکنان مسابقه ستارگان ام‌ال اس ۲۰۱۸ که با یوونتوس بازی داشتند قرار گرفت. دیویز در این فصل جایزه بهترین بازیکن و بهترین گل ونکوور وایتکپس را دریافت کرد. او در آخرین بازی خود برای این تیم هر دو گل تیمش را در بازی مقابل پورتلند تیمبرز که نتیجه آن ۲-۱ به سود ونکوور وایتکپس شد را به ثمر رساند.

#### بایرن مونیخ
در ۲۵ ژوئیه ۲۰۱۸، ونکوور وایتکپس اعلام کرد که با انتقال دیویس به بایرن مونیخ موافقت کرده است. هزینه انتقال او مجموعاً ۲۲ میلیون دلار شد و رکورد گرانترین انتقال لیگ MLS را شکست. این رکورد بعد از آن توسط انتقال میگل آلبیرون به نیوکاسل یونایتد که هزینه آن مجموعاً ۲۷ میلیون دلار شد شکسته شد.
دیویز اولین بازی خود را در بوندسلیگا در تاریخ ۲۷ ژانویه ۲۰۱۹ در مقابل اشتوتگارت که نتیجه آن ۳-۱ به سود بایرن شد انجام داد. دیویز در این مسابقه در دقایق پایانی به جای کینگزلی کومان به بازی آمد. او در ۱۷ مارس اولین گل خود در جریان برد ۶-۰ مقابل ماینتس به ثمر رساند. او تبدیل به اولین بازیکن کانادایی شد که برای بایرن مونیخ گل میزند. او در ۱۸ مه ۲۰۱۹ با این تیم قهرمان بوندسلیگا شد. یک هفته بعد ، بایرن مونیخ در با برد ۳-۰ در مقابل لایپزیش در فینال ، قهرمان جام حذفی شد. دیویز در آن مسابقه در لیست بازیکنان حضور نداشت.
او اولین بازی بوندسلیگایی که در آن بازیکن ثابت بود را در فصل ۲۰۱۹/۲۰ و در مقابل یونیون برلین انجام داد. او اولین بازی خود در لیگ قهرمانان اروپا را در بازی با المپیاکوس ثبت کرد. مصدومیت نیکلاس سوله و لوکاس هرناندز باعث شد تا آلابا در مرکز بازی کند و دیویز به جای او در پست دفاع چپ بازی کند. بازی های درخشان او مورد ستایش بسیاری قرار گرفت و بسیاری از او به عنوان یکی از بهترین مدافعان چپ دنیا یاد میکنند. او در پایان فصل با به ثبت سه گل و ده پاس گل کارنامه فوق‌العاده‌ای از خود به جای گذاشت. در ۲۵ فوریه ۲۰۲۰ ، او در بازی مقابل چلسی در مرحله یک هشتم نهایی لیگ قهرمانان اروپا ۲۰۱۹/۲۰ یک پاس گل به لواندوفسکی داد. عملکرد او در طول بازی مورد تحسین بسیاری از رسانه ها قرار گرفت. در آوریل ۲۰۲۰ ، بایرن مونیخ و دیویز با تمدید قرارداد تا سال ۲۰۲۵ به توافق رسیدند و دو سال به قرارداد قبلی اضافه کردند.
دیویس در بازی مقابل چلسی موفق شد رکورد سریع ترین فوتبالیست تاریخ را بشکند او در آن بازی توانست با میانگین سرعت ۳۵.۵۱ کیلومتر بر ساعت توانست در جدول سریع ترین فوتبالیست های جهان بالای آداما ترائوره با ۳۵.۲۳ کیلومتر بر ساعت قرار بگیرد. در پایان فصل ۲۰-۲۰۱۹ او موفق به کسب ۵ عنوان متفاوت شد و از جانب فیفا در تیم منتخب سال قرار گرفت.
در آغاز فصل ۲۱-۲۰۲۰ او دچار مصدومیت شد ولی طولی نکشید که توانست مجدداً به ترکیب تیم بازگردد
در ۴ فوریه ۲۰۲۵ او قراردادش را تا سال ۲۰۳۰ تمدید کرد و در کنار تمدید قراردادش یک آهنگ رپ به نام ۲۰۳۰ هم خواند.

### دوران ملی

#### تیم ملی کانادا
در تاریخ ۶ ژوئن ۲۰۱۷ او تابعیت کانادا را دریافت کرد و مجوز بازی برای تیم ملی کانادا را دریافت کرد. دیویز در بازی دوستانه مقابل کوراسائو تبدیل به جوانترین بازیکنی شد که برای تیم ملی کانادا بازی کرده است. او در ۱۶ سالگی و در تاریخ ۲۷ ژوئن او در لیست ۲۳ نفره جام طلایی کونکاکاف ۲۰۱۷ قرار گرفت و در بازی مقابل گویان فرانسه دو بار موفق به گلزنی شد. این گل او را تبدیل به جوانترین گلزن این جام کرد. او در دومین مسابقه خود در جریان تساوی ۱-۱ مقابل کاستاریکا نیز تک گل تیمش را به ثمر رساند. دیویز در این مسابقات جایزه بهترین گلزن و بهترین بازیکن جوان رقابت ها را دریافت کرد. وی همچنین در ترکیب بهترین بازیکنان این مسابقات قرار گرفت.

## افتخارات

### باشگاهی

#### بایرن مونیخ
- لیگ قهرمانان اروپا(۱): ۲۰–۲۰۱۹
- جام باشگاه های جهان(۱): ۲۰۲۰
- سوپر جام اروپا(۱): ۲۰۲۰
- بوندسلیگا(۵): ۱۹–۲۰۱۸، ۲۰–۲۰۱۹، ۲۱–۲۰۲۰، ۲۲–۲۰۲۱، ۲۳–۲۰۲۳
- جام حذفی فوتبال آلمان(۲): ۱۹-۲۰۱۸، ۲۰–۲۰۱۹
- سوپر جام فوتبال آلمان(۳): ۲۰۱۹، ۲۰۲۰، ۲۰۲۱

#### فردی
- بهترین بازیکن سال کانادا زیر ۱۷ سال مردان : ۲۰۱۶[۳۱]، ۲۰۱۷[۳۲]
- جایزه بازیکن آینده دار جام طلایی کونکاکاف: ۲۰۱۷[۳۳]
- کفش طلای جام طلایی کونکاکاف : ۲۰۱۷[۳۳]
- قرار گرفتن در ترکیب بهترین بازیکنان جام طلایی کونکاکاف : ۲۰۱۷[۳۳]
- بهترین بازیکن سال ونکوور وایتکپس: ۲۰۱۸[۳۴]
- بهترین گل سال ونکوور وایتکپس : ۲۰۱۸[۳۴]
- بهترین بازیکن مرد سال کانادا : ۲۰۱۸[۳۵]